# Ronde van Spanje 2022/Tweede etappe
De tweede etappe van de Ronde van Spanje 2022 werd verreden op 20 augustus van ’s-Hertogenbosch naar Utrecht. Het betrof een grotendeels vlakke etappe over 175,1 kilometer. De etappe werd na een massasprint gewonnen door de Ier Sam Bennett. Onderweg werd de Amerongse Berg aangedaan als enige gecategoriseerde klim van de etappe. Op deze klim van de vierde categorie kwam de Nederlander Julius van den Berg als eerste boven, waarmee hij de eerste bergtrui van de ronde veroverde. De leiderstrui wisselde van schouders: van Robert Gesink ging de trui naar zijn ploeggenoot Mike Teunissen.

## Uitslag
| ’s-Hertogenbosch – Utrecht (175,1 km) |                  |                         |          |
| Plaats                                | Naam             | Ploeg                   | Tijd     |
| Winnaar                               | Sam Bennett      | BORA-hansgrohe          | 3u49'34" |
| 2                                     | Mads Pedersen    | Trek-Segafredo          | z.t.     |
| 3                                     | Tim Merlier      | Alpecin-Deceuninck      | z.t.     |
| 4                                     | Mike Teunissen   | Team Jumbo-Visma        | z.t.     |
| 5                                     | Pascal Ackermann | UAE Team Emirates       | z.t.     |
| 6                                     | Daniel McLay     | Arkéa Samsic            | z.t.     |
| 7                                     | Itamar Einhorn   | Israel-Premier Tech     | z.t.     |
| 8                                     | Jake Stewart     | Groupama-FDJ            | z.t.     |
| 9                                     | John Degenkolb   | Team DSM                | z.t.     |
| 10                                    | Kaden Groves     | Team BikeExchange Jayco | z.t.     |

| Algemeen klassement |                  |                        |          |
| Plaats              | Naam             | Ploeg                  | Tijd     |
| Rode trui           | Mike Teunissen   | Team Jumbo-Visma       | 4u14'14" |
| 2                   | Edoardo Affini   | Team Jumbo-Visma       | z.t.     |
| 3                   | Sam Oomen        | Team Jumbo-Visma       | z.t.     |
| 4                   | Primož Roglič    | Team Jumbo-Visma       | z.t.     |
| 5                   | Sepp Kuss        | Team Jumbo-Visma       | z.t.     |
| 6                   | Robert Gesink    | Team Jumbo-Visma       | z.t.     |
| 7                   | Richard Carapaz  | INEOS Grenadiers       | + 13"    |
| 8                   | Ethan Hayter     | INEOS Grenadiers       | z.t.     |
| 9                   | Pavel Sivakov    | INEOS Grenadiers       | z.t.     |
| 10                  | Carlos Rodríguez | INEOS Grenadiers       | z.t.     |
|                     |                  |                        |          |
| 14                  | Remco Evenepoel  | Quick Step-Alpha Vinyl | + 14"    |

## Nevenklassementen
| Puntenklassement |                  |                    |        |
| Plaats           | Naam             | Ploeg              | Punten |
| Groene trui      | Sam Bennett      | BORA-hansgrohe     | 67     |
| 2                | Mads Pedersen    | Trek-Segafredo     | 50     |
| 3                | Pascal Ackermann | UAE Team Emirates  | 26     |
| 4                | Tim Merlier      | Alpecin-Deceuninck | 20     |
| 5                | Mike Teunissen   | Team Jumbo-Visma   | 18     |

| Bergklassement        |                     |                       |        |
| Plaats                | Naam                | Ploeg                 | Punten |
| Bolletjestrui (blauw) | Julius van den Berg | EF Education-EasyPost | 2      |
| 2                     | Thibault Guernalec  | Arkéa Samsic          | 1      |
| 3                     |                     |                       |        |

| Jongerenklassement |                  |                        |          |
| Plaats             | Naam             | Ploeg                  | Punten   |
| Witte trui         | Ethan Hayter     | INEOS Grenadiers       | 4u14'27" |
| 2                  | Pavel Sivakov    | INEOS Grenadiers       | z.t.     |
| 3                  | Carlos Rodríguez | INEOS Grenadiers       | z.t.     |
| 4                  | Luke Plapp       | INEOS Grenadiers       | z.t.     |
| 5                  | Remco Evenepoel  | Quick Step-Alpha Vinyl | + 1"     |
|                    |                  |                        |          |
| 23                 | Thymen Arensman  | Team DSM               | + 40"    |

| Ploegenklassement |                         |           |
| Plaats            | Ploeg                   | Tijd      |
|                   | Team Jumbo-Visma        | 11u53'22" |
| 2                 | INEOS Grenadiers        | + 13"     |
| 3                 | Quick Step-Alpha Vinyl  | + 14"     |
| 4                 | Team BikeExchange Jayco | + 31"     |
| 5                 | UAE Team Emirates       | + 33"     |

## Opgaves
- Steff Cras (Lotto Soudal): Niet gefinisht na een valpartij

1e etappe ·
2e etappe ·
3e etappe ·
4e etappe ·
5e etappe ·
6e etappe ·
7e etappe ·
8e etappe ·
9e etappe ·
10e etappe ·
11e etappe ·
12e etappe ·
13e etappe ·
14e etappe ·
15e etappe ·
16e etappe ·
17e etappe ·
18e etappe ·
19e etappe ·
20e etappe ·
21e etappe
Startlijst · Eindstanden · Afbeeldingen